# Galendromus occidentalis
Galendromus occidentalis är en spindeldjursart som först beskrevs av Nesbitt 1951.  Galendromus occidentalis ingår i släktet Galendromus och familjen Phytoseiidae. Inga underarter finns listade i Catalogue of Life.